# تیم ملی بدمینتون مالزی
تیم ملی بدمینتون مالزی (مالایی: Pasukan badminton kebangsaan Malaysia) یک تیم بدمینتون است که در مسابقات بین‌المللی از طرف مالزی بازی می‌کند. تیم مردان با کسب پنج بار قهرمانی و نه مرتبه نائب قهرمانی در جام توماس که آخرین قهرمانی مالزی در این جام در ۱۹۹۲ بود، به موفقیت چشمگیری دست یافته‌است. در مسابقات جام اوبر، بهترین نتایج تیم زنان با حضور در یک چهام نهایی در سال‌های ۱۹۷۵، ۲۰۰۴، ۲۰۰۸ و ۲۰۱۰ به دست آمد. مالزی از سال ۱۹۸۹ در جام سودیرمان شرکت کرده‌است و بهترین نتایج آن در سال‌های ۲۰۰۹، ۲۰۲۱ و ۲۰۲۳ با قرار گرفتن در رتبهٔ سوم بود.